# ربکا کالو
ربکا کالو (انگلیسی: Rebecca Kalu؛ زادهٔ ۱۲ ژوئن ۱۹۹۰) بازیکن فوتبال اهل نیجریه است.
وی همچنین در تیم ملی فوتبال زنان نیجریه بازی کرده‌است.